# Canthon meridionalis
Canthon meridionalis är en skalbaggsart som beskrevs av Martinez, Halffter och Halffter 1964. Canthon meridionalis ingår i släktet Canthon och familjen bladhorningar. Inga underarter finns listade.